# Striarca

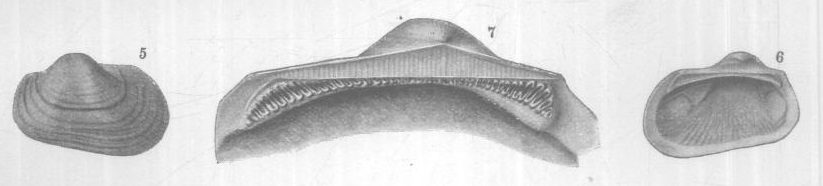
Striarca centenaria (Say, 1824), Miozän, New Jersey, USA, Typusart der Gattung Striarca Conrad, 1862

Striarca ist eine Muschel-Gattung aus der Familie der Noetiidae in der Ordnung Arcida. Derzeit werden sechs (rezente) Arten zur Gattung Striarca gestellt. Es ist die Typusgattung der Unterfamilie Striarcinae.

## Merkmale
Die gleichklappigen Gehäuse sind im Umriss eiförmig, länglich-eiförmig, länglich-trapezförmig oder gerundet-dreieckig bis annähernd rechteckig. Die meist kleinen Gehäuse erreichen eine Adultgröße von fünf bis 20 Millimetern. Der Wirbel ist nach vorne verlagert, er befindet sich mehr oder weniger weit in der vorderen Hälfte des Gehäuses. Der Wirbel kann leicht opisthogyr, orthogyr oder prosogyr sein. Durch die stark eingerollten Wirbel kann das Dorsalfeld von oben gesehen ziemlich breit sein. Die Gehäuse haben bei geschlossenen Klappen nur einen kleinen Spalt, an dem der Byssus austreten kann.
Das Schloss ist taxodont mit zahlreichen. gleichförmigen Zähnchen. Die Zähnchen sind durch keine Lücken unterbrochen. Das vor, zwischen und hinter den Wirbeln liegende Ligament ist diamantförmig und mehr oder weniger lang und nimmt auch mehr oder weniger Platz auf dem Dorsalfeld ein.
Die weißliche Schale ist dick und sehr robust. Die Ornamentierung besteht aus feinen bis gröberen radialen Rippen und/oder konzentrischen, mehr oder weniger kräftigen Anwachsstreifen, die ein netzartiges Muster bilden können. Das Periostracum ist haarig oder zottig ausgebildet. Die Mantellinie ist nicht eingebuchtet. Die zwei Schließmuskeln sind annähernd gleich groß oder der hintere Schließmuskel ist geringfügig größer als der vordere Schließmuskel. Um die Muskelansatzstellen herum sind niedrige Krempen ausgebildet.

## Geographisches Vorkommen und Lebensraum
Die Gattung kommt weltweit in warmen Meeren vor. Eine Art dringt auch in gemäßigte Breiten vor. Die Arten der Gattung Striarca leben meist in flacherem Wasser, vom Gezeitenbereich bis an den Kontinentalhang.

## Taxonomie
Das Taxon wurde 1862 von Timothy Abbott Conrad vorgeschlagen. Das World Register of Marine Species weist der Gattung Striarca sieben (rezente) Arten zu, dazu kommen nach der Paleobiology Database noch fünf fossile Arten:
- Gattung Striarca Conrad, 1865
  - †Striarca africana Newton, 1922 (Eozän)
  - †Striarca centenaria (Say, 1824)
  - †Striarca compressa Martin, 1883 (Pliozän)
  - Striarca erythraea (Issel, 1869)
  - Weiße Archenmuschel (Striarca lactea (Linnaeus, 1758))
  - †Striarca lamyi Koperberg, 1931 (Miozän)
  - Striarca navicella (Reeve, 1844)
  - Striarca pisolina (Lamarck, 1819)
  - †Striarca sculptilis Reeve, 1844 (Pliozän/Pleistozän)
  - Striarca symmetrica (Reeve, 1844)
  - †Striarca umbonata Conrad, 1875 (Kreide)
  - Striarca zebuensis (Reeve, 1844)

Das World Register of Marine Species behandelt Gabinarca Iredale, 1939 und Galactella Cossmann & Peyrot, 1912 als Synonyme.